# Spinodarnoides typus
Spinodarnoides typus är en insektsart som beskrevs av William D. Funkhouser. Spinodarnoides typus ingår i släktet Spinodarnoides och familjen hornstritar. Inga underarter finns listade i Catalogue of Life.